# NGC 7583
NGC 7583 (NGC 7605) je spiralna galaktika u zviježđu Ribama. Naknadno je utvrđeno da je NGC 7605 ista galaktika.

## Vanjske poveznice
- (engl.) SEDS: NGC 7583
- (engl.) Hartmut Frommert: Revidirani Novi opći katalog
- (engl.) Izvangalaktička baza podataka NASA-e i IPAC-a
- (engl.) Astronomska baza podataka SIMBAD
- (engl.) VizieR
- (engl.) Auke Slotegraaf: NGC 7583 Deep Sky Observer's Companion
- (engl.) Courtney Seligman: Objekti Novog općeg kataloga: NGC 7550 - 7599